# Araméens en Belgique
La communauté araméenne de Belgique (également appelée Belges araméens ) désigne les Belges d'origine araméenne. La plupart des Araméens sont arrivés en Belgique dans les années 1980 en tant que réfugiés politiques de la région de Tur Abdin, Bohtan et Hakkari en raison de l'augmentation des conflits entre le gouvernement turc et les Kurdes du PKK.

## Araméens bien connus en Belgique
- Sanharib Malki Sabah (1984-), joueur de football